# Łapino Kartuskie
Łapino Kartuskie (kaszub. – Kartësczé Łôpino) – wieś kaszubska w Polsce położona w województwie pomorskim, w powiecie kartuskim, w gminie Żukowo nad jeziorem Łapińskim.
W latach 1975–1998 miejscowość administracyjnie należała do województwa gdańskiego.

## Historia
Łapino, wymieniane w dokumentach z 1389 roku jako majątek rycerski należący do familii Hasse, od roku 1428 należało do szpitala św. Elżbiety w Gdańsku. Przez blisko 400 lat było folwarkiem puszczanym w dzierżawę, głównie rodzinom gdańskich patrycjuszy. I tak w XVI wieku gospodarował tu Adrian von der Linde, który wzniósł w Łapinie renesansowy dwór. W czasie wojen napoleońskich miasto Gdańsk straciło prawa do majątków leżących na tzw. Wyżynach, m.in. do Łapina. W 1816 roku, po nastaniu rządów pruskich, łapińskie dobra nabyli Windischowie. W XIX wieku nastąpił szybki rozwój Łapina, spowodowany przede wszystkim wybudowaniem nad Radunią, u ujścia potoku Struga, nowoczesnej papierni i fabryki papy. Jej ówczesny właściciel, niejaki Schottler, w 1903 roku nabył także sam majątek. Wkrótce jednak zbankrutował i w 1912 roku Łapino stało się własnością skarbu państwa. Po zakończeniu I wojny światowej grunty Łapina zostały podzielone na dwie części: jedna z nich (zachodnia) znalazła się w Polsce, druga zaś (wschodnia) weszła w skład Wolnego Miasta Gdańska. Podział ten nie zmienił się także po wojnie – obecnie tzw. Łapino Dolne (owa część wschodnia) należy do gminy Kolbudy, a Łapino Kartuskie (część zachodnia) – do gminy Żukowo. Od dawna są problemy z nazewnictwem, bowiem innych nazw używają mieszkańcy (Dolne, Górne), a inne jest w oficjalnych wykazach, gdzie zamiast Łapina Górnego figuruje Łapino Kartuskie. Nad położonym wśród mieszanego lasu Jeziorem Łapińskim od lat 70. XX wieku działają ośrodki wczasowe.
Inne miejscowości o nazwie Łapino: Łapino